# Кристони
Кристони (грч. Κρηστώνη) је насељено место у општини Кукуш у периферији Средишња Македонија, Грчка. Према попису из 2021. године било је 687 становника.
Према бугарском географу и историчару, Василу Канчову, у Кристонију је 1900. године живело 325 Турака. После Балканских ратова насељене су грчке избеглице, тако је село 1920. године имало 623 житеља. Године 1924. турско становништво је принудно исељено у Турску а на њихово место је насељено још грчких избеглица, укупно 295 особа. На попису из 1928. године Кристони је имао 694 становника. Село се раније звало Сариђол.